# Marie Renberg
Marie Renberg (Maria Rehnberg), född 1810 i Stockholm, död i maj 1887 i  Fredsberg, Töreboda socken, Skaraborgs län,var en svensk målare.
Hon var dotter till tobaksfabrikören Sven Peter Renberg och Marie Louise Helin och från 1830 gift med kyrkoherden Jan Christian Brandelius och mor till Gustaf Brandelius. Hennes konst består huvudsakligen av akvareller med blomster och naturmotiv. Renberg finns representerad vid Nationalmuseum i Stockholm.